# Université Trent
L’Université Trent est une université publique canadienne fondée en 1964 à Peterborough dans la province de l'Ontario, pour desservir la vallée de rivière Trent.

## Personnalités liées
- Bill Davis, ancien premier ministre de l'Ontario
- Kama La Mackerel, artiste et militante
- Yann Martel, écrivain
- Alisa Volskaya, philanthrope